# SN 1998ed
SN 1998ed – supernowa odkryta 16 września 1998 roku w galaktyce A230014-1313. W momencie odkrycia miała maksymalną jasność 18,00m.